# Jacob Nordangård
Jacob Nordangård, född den 5 december 1968 i Jönköping, är en svensk författare och debattör.

## Biografi
Nordangård är bosatt i Norrköping och satt i Norrköpings stadsplaneringsnämnd för Miljöpartiet 2007–2008. 
Nordangård disputerade 2012 vid Linköpings universitet vid "Tema Teknik och Social Förändring" med avhandlingen ORDO AB CHAO: den politiska historien om biodrivmedel i den Europeiska Unionen: aktörer, nätverk och strategier som beskrev historien bakom biodrivmedelspolitiken i EU och även berörde klimatpolitikens historia. 
Han var 2017–2019 vikarierande universitetslektor på Kulturgeografiska institutionen på Stockholms universitet.

### Domedagsklockan
Nordangård utkom 2013 med boken "Domedagsklockan och myten om jordens ständiga undergång" tillsammans med Svenolof Karlsson och Marian Radetzki. Boken hävdar att den moderna undergångsberättelsen om klimatet drivs fram av grupper som sett att den främjar karriärer och ekonomiska och politiska intressen, och en världsordning där demokratin sätts på undantag. Boken har bland annat kritiserats för att "ge uttryck för en gigantisk konspirationsteori och sprida falsk osäkerhet", och för att förminska klimathotet.

### Klimatengagemang
Nordangård har bland annat gett ut boken Rockefeller: en klimatsmart historia (2019). Den har bland annat uppmärksammats i SR:s Vetenskapsradion Historia, och anges beskriva hur finansfamiljen The Rockefellers med sitt nätverk lyckats skapa och kontrollera vår tids ödesfråga – klimathotsagendan.
Nordangård är en av de svenska undertecknarna av ett upprop publicerat 2019 från Climate Intelligence (CLINTEL) med rubriken "Det finns ingen klimatkris", och som starkt motsätter sig "den skadliga och orealistiska CO2-nollpolitiken som föreslagits för 2050".

### Familj
Jacob Nordangård är son till tidningsmannen Magnus Nordangård, sonson till författaren Folke Nordangård och brorson till journalisten Per Nordangård.